# Heinrich Hertel
Heinrich Hertel (Düsseldorf, 13 novembre 1904 – Berlino, 5 dicembre 1982) è stato un ingegnere aeronautico tedesco.
Dopo il conseguimento della laurea in ingegneria aeronautica in un istituto tecnico di Monaco di Baviera, nel 1926 entrò nella Junkers GmbH. Nel 1932 Ernst Heinkel lo assunse e in soli due anni diventò direttore tecnico della Heinkel Flugzeugwerke AG dove curò numerosi progetti tra i quali l'Heinkel He 100 e l'He 111.
Nel maggio del 1939 ritornò nel consiglio di amministrazione della Junkers GmbH ed in questo periodo il suo lavoro fu strettamente collegato allo sviluppo degli Junkers Ju 288 e Ju 248.
Dopo la fine della seconda guerra mondiale Hertel continuò a lavorare in Francia prima di tornare in Germania nel 1950 per insegnare aeronautica a Berlino. Dal 1959 fino al suo pensionamento nel 1977 concluse la sua carriera come consulente tecnico alla Focke-Wulf Flugzeugbau AG a Brema.